# 티다파 수완나뿌라
티다파 수완나뿌라(태국어: ธิฎาภา สุวัณณะปุระ Thidapa Suwannapura[*], 1992년 11월 20일 ~ )는 태국의 프로 골프 선수이다. 2011년 프로로 전향했다. 2013년 여자 세계 랭킹 123위에 위치했다.